# 1277年
| 千纪： | 2千纪 |
| 世纪： | 12世纪 \| 13世纪 \| 14世纪                                                                                 |
| 年代： | 1240年代 \| 1250年代 \| 1260年代 \| 1270年代 \| 1280年代 \| 1290年代 \| 1300年代                           |
| 年份： | 1272年 \| 1273年 \| 1274年 \| 1275年 \| 1276年 \| 1277年 \| 1278年 \| 1279年 \| 1280年 \| 1281年 \| 1282年 |
| 纪年： | 丁丑年（牛年）；南宋景炎二年；元至元十四年；越南寳符五年；日本建治三年                                     |

## 大事记
- 中國
  - 華亭縣升格為華亭府。
  - 元緬戰爭，忽必烈率軍攻打緬甸蒲甘王朝，進攻八莫，因氣候炎熱退兵，而後元兵又多次進攻蒲甘王朝。
  - 4月，大理路元將忽都與信苴日、脫羅脫孩率元軍與緬軍於牙嵩延遭遇，史稱牙嵩延之戰，元軍大敗緬軍。
  - 10月，元將納速剌丁率軍3800餘人攻佔恭新城（或稱江頭城），毀去緬軍大量城寨，招降許多周邊部落，後因氣候炎熱還師。
- 7月1日——埃及蘇丹拜巴爾一世在敘利亞因誤飲為人準備的毒馬奶酒而死，穆罕默德·巴雷凱·汗繼位。
- 安茹的查理從呂西尼昂王朝的分支安条克的玛丽獲得耶路撒冷王國的繼承權。
- 拜占庭帝國和威尼斯共和國之間簽訂了1277年拜占庭-威尼斯條約。

## 出生
- 黃溍

## 逝世
- 7月1日——拜巴爾一世，埃及蘇丹，馬木留克王朝伯海里王朝統治者，曾擊敗登陸埃及的十字軍與入侵敘利亞的蒙古軍隊。
- 郭侃，蒙古西征將領，曾隨旭烈兀帶兵攻打至西亞。